# Erich Hermann Müller von Asow
Erich Hermann Müller von Asow (früher Erich Hermann Müller, * 31. August 1892 in Dresden; † 4. Juni 1964 in Berlin) war ein deutscher Musikwissenschaftler.

## Leben und Werk
Erich Hermann Müller von Asow studierte ab 1912 in Leipzig bei Hugo Riemann und Arnold Schering. Er promovierte 1915 mit einer Arbeit über Die Mingottischen Opernunternehmungen (gedruckt Dresden 1917).
Bis 1933 lebte er als Musikschriftsteller in Dresden. Danach lebte er vor allem in Salzburg und seit 1945 in Berlin. Hier rief er ein „Internationales Musiker-Brief-Archiv“ ins Leben. Er wurde vor allem durch Briefausgaben, bibliographische und lexikalische Arbeiten bekannt. Zum 1. Mai 1933 trat er der NSDAP bei, stellte aber bald seine Beitragszahlung ein. Der dadurch erfolgte Austritt aus der Partei wurde schließlich 1940 in eine Ungültigkeitserklärung seines Beitritts geändert.
Erich Hermann Müller von Asow war in dritter Ehe mit seiner Schülerin und Mitarbeiterin Hedwig Müller von Asow (1911–1976) verheiratet. Die Familiengrabstätte befindet sich auf dem Dresdner Johannesfriedhof. Müller von Asow trug den Ehrentitel Ritter der Krone von Rumänien.